# 1478
| [ Edytuj tabelę ]                          | |
| Król Polski                                | - 1447 Kazimierz IV Jagiellończyk 1492 |
| Książę Albanii                             | - 1446 Lekë Dukagjini 1481 |
| Współksiążęta Andory                       | - 1472 Pere de Cardona 1512 - 1472 Franciszek Febus 1479 |
| Król Anglii                                | - 1471 Edward IV 1483 |
| Król Aragonii i Walencji, hrabia Barcelony | - 1458 Jan II Aragoński 1479 |
| Władca Azteków                             | - 1468 Axayacatl 1481 |
| Elektor Brandenburgii                      | - 1471 Albrecht III Achilles 1486 |
| Książę Bawarii-Landshut                    | - 1450 Ludwik IX Bogaty 1479 |
| Książę Bawarii-Monachium                   | - 1460 Zygmunt 1501 - 1465 Albert IV Mądry 1503 |
| Książę Burgundii                           | - 1477 Maria Burgundzka 1482 |
| Sułtan Brunei                              | - 1473 Bolkiah 1521 |
| Cesarz Chin                                | - 1464 Chenghua 1487 |
| Król Cypru                                 | - 1474 Katarzyna Cornaro 1489 |
| Król Czech                                 | - 1469 Maciej Korwin 1490 |
| Król Danii                                 | - 1448 Chrystian I 1481 |
| Dalajlama                                  | - 1475 Gendun Gjaco 1541 |
| Władca Egiptu                              | - 1468 Ka'itbaj 1496 |
| Cesarz Etiopii                             | - 1468 Beyde Marjam I 1478 - 1478 Yskyndyr 1494 |
| Król Francji                               | - 1461 Ludwik XI 1483 |
| Hrabia Holandii                            | - 1477 Maria Burgundzka 1482 |
| Władca Inków                               | - 1471 Tupac Yupanqui 1493 |
| Cesarz Japonii                             | - 1464 Go-Tsuchimikado 1500 |
| Kalif                                      | - 1455 Al-Mustandżid 1479 |
| Król Kastylii i Leónu                      | - 1474 Izabela I Katolicka 1504 |
| Patriarcha Konstantynopola                 | - 1476 Maksym III Manasses 1481 |
| Władca Korei                               | - 1469 Sŏngjong 1494 |
| Wielki książę litewski                     | - 1440 Kazimierz IV Jagiellończyk 1492 |
| Cesarz Majapahitu                          | - 1474 Girindrawardhana 1498 |
| Sułtan Maroka                              | - 1472 Muhammad asz-Szajch al-Mahdi 1505 |
| Książę Mediolanu                           | - 1476 Gian Galeazzo 1494 |
| Senior Monako                              | - 1458 Lambert Grimaldi 1494 |
| Wielki książę moskiewski                   | - 1462 Iwan III Srogi 1505 |
| Król Nawarry                               | - 1441 Jan II Aragoński 1479 |
| Król Norwegii                              | - 1450 Chrystian I 1481 |
| Sułtan Omanu                               | - 1451 Umar ibn al-Chattab 1490 |
| Elektor Palatynatu                         | - 1476 Filip Wittelsbach 1508 |
| Papież                                     | - 1471 Sykstus IV 1484 |
| Król Portugalii                            | - 1438 Alfons V 1481 |
| Cesarz Rzymski (niemiecki)                 | - 1440 Fryderyk III Habsburg 1493 |
| Kapitanowie Regenci San Marino             | - 1477 Simone di Antonio Belluzzi Lodovico di Michele Pasini 1478 - 1478 Giovanni di Menghino Calcigni Simone di Marino di Giovanni 1478 - 1478 Marino di Venturino Sabatino di Bianco 1479 |
| Elektor Saksonii                           | - 1464 Ernest Wettyn 1486 |
| Król Szkocji                               | - 1460 Jakub III 1488 |
| Król Szwecji                               | - 1471 Sten Sture Starszy 1497 |
| Król Tajlandii                             | - 1448 Borommatrailokkanat 1488 |
| Sułtan Turków                              | - 1451 Mehmed II Zdobywca 1481 |
| Doża Wenecji                               | - 1476 Andrea Vendramino 1478 - 1478 Giovanni Mocenigo 1485 |
| Król Węgier                                | - 1458 Maciej Korwin 1490 |
| Cesarz Wietnamu                            | - 1460 Lê Thánh Tông 1497 |
| Wielki mistrz zakonu krzyżackiego          | - 1477 Martin Truchsess von Wetzhausen 1489 |

Rok 1478 / MCDLXXVIII
stulecia: XIV wiek ~
XV wiek ~
XVI wiek

lata: 1468 «
1473 «
1474 «
1475 «
1476 «
1477 «
1478
» 1479
» 1480
» 1481
» 1482
» 1483
» 1488

## Wydarzenia w Polsce
- (12) 24 stycznia-1 lutego – w Piotrkowie obradował sejm walny[1].
- 10 maja-13 czerwca – w Piotrkowie obradował sejm walny[1].
- Czerwiec – wielki mistrz zakonu krzyżackiego Martin Truchsess zajął zamki Starogród Chełmiński, Chełmno, Brodnicę oraz Kwidzyn znajdujący się pod zarządem biskupa Kiełbasy. Było to jawne wystąpienie przeciwko Królestwu Polskiemu mające na celu zrewidowanie zasad pokoju toruńskiego.
- 24 lipca – wojna o sukcesję głogowską: stoczono bitwę pod Leśniowem Wielkim.
- Wrzesień – król Kazimierz IV Jagiellończyk wypowiedział wojnę zakonowi krzyżackiemu i biskupowi Tungenowi. Na Warmii wybuchła wojna popia (zakończona 1479).
- obradował Sejm Wielkiego Księstwa Litewskiego w Brześciu[2].
- Książę mazowiecki Bolesław V nadał browarowi Warka przywilej wyłączności na królewskim stole. Początek tradycji browarniczych w Warce.

## Wydarzenia na świecie
- 10 stycznia – powstała szkoła Leonarda da Vinci.
- 26 kwietnia – we Florencji doszło do spisku Pazzich, nieudanej próby obalenia Wawrzyńca Wspaniałego.
- 1 listopada – Izabela Kastylijska i Ferdynand Aragoński otrzymali od papieża Sykstusa IV zgodę na utworzenie inkwizycji hiszpańskiej jako stałego trybunału.
- 28 grudnia – zwycięstwo Szwajcarów nad Mediolańczykami w bitwie pod Giornico.

- Zajęcie republiki kupieckiej Nowogrodu Wielkiego przez Moskwę.
- Rozpoczął się podbój Gran Canarii przez Kastylię.
- Pierwsze drukowane mapy (27 map znanego świata, autor: C. Sweynheym, w Kosmografii Ptolemeusza).

## Urodzili się
- 7 lutego – Thomas More, angielski filozof, pisarz i polityk (zm. 1535)
- 16 marca – Francisco Pizarro, hiszpański konkwistador, który podbił imperium Inków (zm. 1541)
- 26 maja – papież Klemens VII (Giuliano de Medici) (zm. 1534)
- 8 lipca - Gian Giorgio Trissino, włoski humanista, poeta, dramaturg, dyplomata (zm. 1550)
- 22 lipca – Filip I Piękny, arcyksiążę, król Kastylii, syn Maksymiliana I Habsburga (zm. 1506)
- 6 grudnia – Baldassare Castiglione, włoski pisarz i dyplomata (zm. 1529)
- data dzienna nieznana:
- Giorgione, włoski malarz (data przybliżona) (zm. 1510)
- Jan Gossaert, zw. Mabuse, niderlandzki malarz i rysownik (data przybliżona) (zm. 1532)

## Zmarli
- 6 kwietnia – Katarzyna z Pallanzy, włoska zakonnica, błogosławiona katolicka (ur. 1427)
- 8 września – Serafina Sforza, włoska klaryska, błogosławiona katolicka (ur. 1434)